# Langelurillus
Langelurillus es un género de arañas araneomorfas de la familia Salticidae. Se encuentra en África subsahariana.

## Lista de especies
Según The World Spider Catalog 13.5:
- Langelurillus alboguttatus Wesolowska & Russell-Smith, 2000
- Langelurillus furcatus Wesolowska & Russell-Smith, 2000
- Langelurillus holmi Próchniewicz, 1994
- Langelurillus horrifer Rollard & Wesolowska, 2002
- Langelurillus ignorabilis Wesolowska & Cumming, 2008
- Langelurillus manifestus Wesolowska & Russell-Smith, 2000
- Langelurillus minutus Wesolowska & Cumming, 2011
- Langelurillus namibicus Wesolowska, 2011
- Langelurillus nigritus (Berland & Millot, 1941)
- Langelurillus orbicularis Wesolowska & Cumming, 2008
- Langelurillus primus Próchniewicz, 1994
- Langelurillus quadrimaculatus Wesolowska & A. Russell-Smith, 2011
- Langelurillus rufus (Lessert, 1925)
- Langelurillus sibandai Wesolowska, 2011
- Langelurillus spinosus Próchniewicz, 1994